# Encuentro Ciudadano
Encuentro Ciudadano es un partido político venezolano de centroderecha fundado el 13 de diciembre de 2018.
El partido está dirigido a luchar por los derechos humanos y las libertades ciudadanas. Es defensor de la unidad de los partidos políticos opositores venezolanos, trabajando en la concertación de acuerdos entre los distintos grupos reunidos en la Plataforma Unitaria.

## Filosofía política
Su líder Delsa Solórzano ha descrito a Encuentro Ciudadano como de «centro, enfocado en la lucha de los derechos humanos y las libertades». Aunque también Solórzano lo ha calificado de centroderecha, etiqueta que también ha usado para su persona. Asimismo, Encuentro Ciudadano se enmarca en la construcción de un «liberalismo ciudadano» caracterizado por una preeminencia de la libertad, con sensibilidad social y apostando por una economía ecológica y social de mercado.
Por otra parte, Solórzano defiende que hay que sustituir a lo que ha llamado como «Estado propietario» por un «Estado ciudadano». En consecuencia, Encuentro Ciudadano ha expresado que se debe lograr un Estado «garantice que cada ciudadano pueda disfrutar de sus derechos fundamentales», por lo que este movimiento se ha posicionado como defensor de la libertad económica como derecho humano y de la propiedad privada como base para la recuperación económica de Venezuela. Asimismo, Encuentro Ciudadano respalda «la realización efectiva de la libertad, la paz y la justicia social y un medio ambiente para la preservación de la vida». Sobre esto último, Solórzano ha señalado que Encuentro Ciudadano posee «una profunda visión ecológica».
Por otro lado, Solórzano asegura que «la solución es trabajar duro y salir del socialismo que nos ha arropado con falsas ilusiones durante dos décadas», señalando al liberalismo como una visión importante para el partido.
Ante la crisis venezolana, Encuentro Ciudadano se posiciona a favor de mantener sanciones internacionales asegurando que es el único instrumento del «mundo democrático» para mostrar su rechazo a las violaciones de derechos humanos en Venezuela. Asimismo, en el plano internacional Delsa Solórzano ha señalado que en Venezuela existe injerencia del régimen cubano y argumenta que la población venezolana está en la obligación de lograr la independencia y decirle a la comunidad internacional que «nos negamos a estar bajo yugo de cualquier potencia extranjera».

## Historia
Se origina bajo el liderazgo de la diputada Delsa Solórzano y del dirigente José Luis Farías, después de haber renunciado al partido socialdemócrata Un Nuevo Tiempo. Ellos argumentaron que una de las razones de su salida de dicho partido fue por la ausencia de democracia interna, aunque decidieron permanecer en la coalición Frente Amplio Venezuela Libre. Finalmente Encuentro Ciudadano se inaugura con un acto en la plaza Los Palos Grandes de Chacao, Caracas, en diciembre de 2018. En un principio Encuentro Ciudadano no se concibió como un partido político, pero no descartaron su eventual transformación en uno.
Desde enero de 2019 Encuentro Ciudadano ha apoyado la presidencia encargada parcialmente reconocida de Juan Guaidó. El partido ha ratificado su apoyo a la continuidad de Guaidó en la presidencia interina bajo el argumento de acatamiento al artículo 233 de la Constitución venezolana señalando que este «establece con claridad que mientras no haya elecciones presidenciales en Venezuela, el presidente encargado es Juan Guaidó».
En 2020 Encuentro Ciudadano decidió participar en la consulta nacional de ese año auspiciada por la Administración de Juan Guaidó. De esa manera, Delsa Solórzano señaló como «cómplices de Maduro para atornillarlo en el poder» a quienes participaron en las elecciones parlamentarias también de ese año auspiciadas por la Administración de Nicolás Maduro.
En 2021 el partido rechazó participar en las elecciones regionales de ese año, a diferencia de otras fuerzas políticas también adherentes a la Plataforma Unitaria que sí decidieron hacerlo. Encuentro Ciudadano declaró que todavía en Venezuela no existían las condiciones necesarias para realizar elecciones de esa clase, aunque aseguraron que «entendemos que será un terreno de lucha útil para fortalecer a la ciudadanía».
El 20 de abril de 2022 Delsa Solórzano anunció que Encuentro Ciudadano «participará en cualquier proceso de medición interna» de las fuerzas políticas adversas a Nicolás Maduro. Sin embargo, Solórzano no las concibe como primarias sino como un mecanismo para renovar los liderazgos políticos. En este sentido, ella ha insistido que no van «a contribuir con la agenda de normalización del régimen».
Encuentro Ciudadano inscribió a Delsa Solórzano como candidata a las Elecciones Primarias de la Plataforma Unitaria, resultando tercera con 15.340 votos, para un 0,63%. Solórzano y Encuentro Ciudadano reconocieron la victoria de María Corina Machado del también liberal Vente Venezuela desde la sede del mismo. Así mismo se sumaron al trabajo en pro de la candidatura unitaria de Machado de cara a las elecciones presidenciales de 2024.
El 4 de noviembre de 2022, Delsa Solórzano anunció desde la Asamblea Anual de la Unión de Partidos Latinoamericanos (UPLA), en Asunción, Paraguay que Encuentro Ciudadano pasa a ser miembro pleno de dicha organización tras resultar aprobada por unanimidad la incorporación del partido.